# Chiềng On
Chiềng On là một xã thuộc huyện Yên Châu, tỉnh Sơn La, Việt Nam .
Xã Chiềng On có diện tích 64,29 km², dân số năm 1999 là 3694 người, mật độ dân số đạt 57 người/km². Tính đến thời điểm 2015 xã chiềng on có 2 dân tộc anh em sinh sống đó là dân tộc Hmong và dân tộc Xinh mun.
Xã Chiềng On là một xã nằm ở phía tây bắc huyện Yên Châu, phía đông bắc giáp huyện Mai Sơn, phía tây giáp CHDCND Lào, phía nam giáp xã Phiêng Khoài huyện Yên Châu. Địa hình chủ yếu là đồi núi cao
Nền kinh tế chủ yếu là trồng lúa nương và ngô bắp. Người dân nơi đây còn rất khó khăn, việc tiếp cận thông tin còn nhiều hạn chế. Nền văn hóa các dân tộc xã Chiềng On khá phong phú.
Khí hậu: Chiềng On có khí hậu cận nhiệt đới ẩm vùng núi, mùa đông phi nhiệt đới lạnh khô, mùa hè nóng ẩm, mưa nhiều. Địa hình bị chia cắt sâu và mạnh nên hình thành nhiều tiểu vùng khí hậu, cho phép phát triển một nền sản xuất nông - lâm nghiệp phong phú.
Lịch sử:

## Cửa khẩu Nà Cài
Cửa khẩu Nà Cài là cửa khẩu tại vùng đất bản Nà Cài xã Chiềng On. Cửa khẩu Nà Cài là điểm cuối của tỉnh lộ 104, thông thương với cửa khẩu Sop Dung (Sốp Đung) ở Ban Sop Dung huyện Xiengkhor tỉnh Houaphan (Hủa Phăn), CHDCND Lào  20°56′58″B 104°8′5″Đ / 20,94944°B 104,13472°Đ.